# ベネット・ムングニ
ベネット・ムングニ（Bennett Mnguni、1974年3月19日 - ）は、南アフリカ共和国のサッカー選手。ポジションはMF。

## 経歴
ハウテン州プレトリア生まれ。
1998年にプレミアサッカーリーグのマメロディ・サンダウンズでトップチームデビューし、2001年には南アフリカ代表に初招集を受けている。翌年ロシア・プレミアリーグのFCロコモティフ・モスクワへと移籍し、代表でも2002 FIFAワールドカップのメンバーに選出されている。
中国サッカー・スーパーリーグの天津康師傅を経たのちに、2006年より国内リーグに復帰した。その後はミャンマーのクラブチームでプレーした。

## 代表歴

### 出場大会
- 南アフリカ代表
  - 2002 FIFAワールドカップ

### 試合数
- 国際Aマッチ 12試合 0得点（2001年-2004年）[1]

| 南アフリカ代表 | 国際Aマッチ | 国際Aマッチ |
| 年             | 出場        | 得点        |
| -------------- | ----------- | ----------- |
| 2001           | 5           | 0           |
| 2002           | 4           | 0           |
| 2003           | 0           | 0           |
| 2004           | 3           | 0           |
| 通算           | 12          | 0           |